# Wereldkampioenschappen schermen 1966

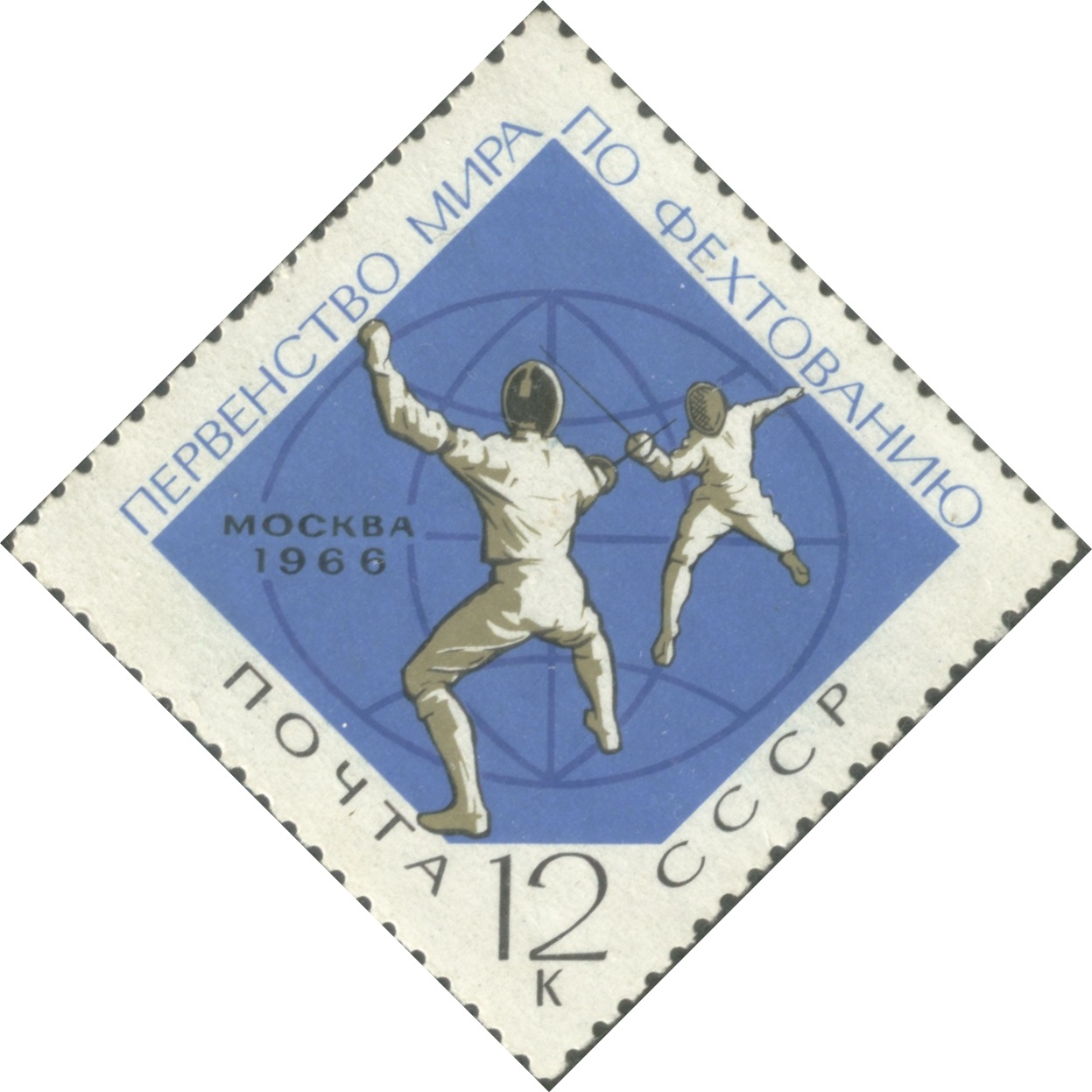
Gelegenheidspostzegel

De 20ste wereldkampioenschappen schermen werden gehouden in Moskou, toen Sovjet-Unie, nu Rusland van 6 tot 16 juli 1966. De organisatie lag in de handen van de FIE.

## Medailles

### Mannen
| Onderdeel   | Goud                                                                            | Goud        | Zilver                                                                             | Zilver      | Brons                                                                     | Brons       |
| ----------- | ------------------------------------------------------------------------------- | ----------- | ---------------------------------------------------------------------------------- | ----------- | ------------------------------------------------------------------------- | ----------- |
| Degen       |                                                                                 |             |                                                                                    |             |                                                                           |             |
| Individueel | Akeksej Nikantsjikov                                                            | Sovjet-Unie | Claude Bourquard                                                                   | Frankrijk   | Bogdan Gonsior                                                            | Polen       |
| Ploegen     | Jean-Pierre Allemand Yves Boissier Claude Bourquard Jacques Brodin Yves Dreyfus | Frankrijk   | Akeksej Nikantsjikov Vladimir Godjiev Goeram Kostava Joeri Smoljakov Grigori Kriss | Sovjet-Unie | Karl-Erik Broms Hans Lagerwall Lars-Erik Larsson Jan Skogh Carl von Essen | Zweden      |
| Floret      |                                                                                 |             |                                                                                    |             |                                                                           |             |
| Individueel | German Svesjnikov                                                               | Sovjet-Unie | Jean-Claude Magnan                                                                 | Frankrijk   | Viktor Poetjatin                                                          | Sovjet-Unie |
| Ploegen     | Mark Midler Joeri Sissikin Joeri Sjarov Viktor Poetjatin German Svesjnikov      | Sovjet-Unie | Béla Gyarmati József Gyuricza Jenő Kamuti László Kamuti Sándor Szabó               | Hongarije   | Witold Woyda Egon Franke Adam Lisewski Janusz Różycki Ryszard Parulski    | Polen       |
| Sabel       |                                                                                 |             |                                                                                    |             |                                                                           |             |
| Individueel | Jerzy Pawłowski                                                                 | Polen       | Tibor Pézsa                                                                        | Hongarije   | Zoltán Horváth                                                            | Hongarije   |
| Ploegen     | Péter Bakonyi Tibor Pézsa Zoltán Horváth Miklós Meszéna Tamás Kovács            | Hongarije   | Mark Rakita Jakov Rylski Edoeard Vinokoerov Noegzar Asatiani Oemjar Mavlichanov    | Sovjet-Unie | Claude Arabo Jacques Lefèvre Serge Panizza Marcel Parent Bernard Vallée   | Frankrijk   |

### Vrouwen
| Onderdeel   | Goud                                                                                           | Goud        | Zilver                                                                      | Zilver      | Brons                                                                                      | Brons       |
| ----------- | ---------------------------------------------------------------------------------------------- | ----------- | --------------------------------------------------------------------------- | ----------- | ------------------------------------------------------------------------------------------ | ----------- |
| Floret      |                                                                                                |             |                                                                             |             |                                                                                            |             |
| Individueel | Tatjana Petrenko                                                                               | Sovjet-Unie | Aleksandra Zabelina                                                         | Sovjet-Unie | Galina Gorochova                                                                           | Sovjet-Unie |
| Ploegen     | Galina Gorochova Valentina Proedskova Aleksandra Zabelina Diana Nikantsjikova Tatjana Petrenko | Sovjet-Unie | Ildikó Rejtő Ildikó Bóbis Mária Gulácsy Lidia Sákovits-Dömölky Paula Marosi | Hongarije   | Marie-Chantal Depetris Brigitte Gapais Claudette Herbster Annick Level Catherine Rousselet | Frankrijk   |

## Medaillespiegel
| Plaats | Land        | Goud | Zilver | Brons | Totaal |
| 1      | Sovjet-Unie | 5    | 3      | 2     | 10     |
| 2      | Hongarije   | 1    | 3      | 1     | 5      |
| 3      | Frankrijk   | 1    | 2      | 2     | 5      |
| 4      | Polen       | 1    | 0      | 2     | 3      |
| 5      | Zweden      | 0    | 0      | 1     | 1      |
| Totaal | Totaal      | 8    | 8      | 8     | 24     |

1937 · 1938 · 1947 · 1948 · 1949 · 1950 · 1951 · 1952 · 1953 · 1954 · 1955 · 1956 · 1957 · 1958 · 1959 · 1961 · 1962 · 1963 · 1965 · 1966 · 1967 · 1969 · 1970 · 1971 · 1973 · 1974 · 1975 · 1977 · 1978 · 1979 · 1981 · 1982 · 1983 · 1985 · 1986 · 1987 · 1988 · 1989 · 1990 · 1991 · 1992 · 1993 · 1994 · 1995 · 1997 · 1998 · 1999 · 2000 · 2001 · 2002 · 2003 · 2004 · 2005 · 2006 · 2007 · 2008 · 2009 · 2010 · 2011 · 2012 · 2013 · 2014 · 2015 · 2016 · 2017 · 2018 · 2019 · 2022 · 2023